# Apeiba albiflora
Apeiba albiflora là một loài thực vật có hoa trong họ Cẩm quỳ. Loài này được Ducke mô tả khoa học đầu tiên năm 1922.